# Toluidyna
Zasugerowano, aby ten artykuł podzielić na różne artykuły – o-Toluidyna, m-Toluidyna i p-Toluidyna.
Toluidyna, metyloanilina, aminotoluen; nazwa systematyczna: aminometylobenzen – organiczny związek chemiczny z grupy amin aromatycznych o wzorze CH
3−C
6H
4−NH
2. Jest to aminowa pochodna toluenu, a jednocześnie metylowa pochodna aniliny, przy czym oba podstawniki znajdują się przy pierścieniu aromatycznym (w przeciwieństwie do benzyloaminy i N-metyloaniliny). Występuje w trzech odmianach izomerycznych jako o-toluidyna, m-toluidyna i p-toluidyna. Izomerami toluidyny są benzyloamina i N,N-fenylometyloamina.
| Izomery toluidyny               | Izomery toluidyny                                      | Izomery toluidyny                                      | Izomery toluidyny                                      |
| ------------------------------- | ------------------------------------------------------ | ------------------------------------------------------ | ------------------------------------------------------ |
| Nazwa zwyczajowa                | o-toluidyna                                            | m-toluidyna                                            | p-toluidyna                                            |
| Inne nazwy                      | o-metyloanilina 2-metyloanilina                        | m-metyloanilina 3-metyloanilina                        | p-metyloanilina 4-metyloanilina                        |
| Nazwa systematyczna             | 2-amino-1-metylobenzen                                 | 3-amino-1-metylobenzen                                 | 4-amino-1-metylobenzen                                 |
| Wzór sumaryczny                 | C 7H 9N                                                | C 7H 9N                                                | C 7H 9N                                                |
| Masa molowa                     | 107,17 g/mol                                           | 107,17 g/mol                                           | 107,17 g/mol                                           |
| Temperatura topnienia           | −23 °C                                                 | −30 °C                                                 | 43 °C                                                  |
| Temperatura wrzenia             | 199–200 °C                                             | 203–204 °C                                             | 200 °C                                                 |
| Gęstość                         | 1,00 g/cm³                                             | 0,98 g/cm³                                             | 1,05 g/cm³                                             |
| Numer CAS                       | 95-53-4                                                | 108-44-1                                               | 106-49-0                                               |
| SMILES                          | CC1=C(N)C=CC=C1                                        | NC1=CC(C)=CC=C1                                        | NC1=CC=C(C)C=C1                                        |
| Wzór strukturalny               |                                                        |                                                        |                                                        |
| Zagrożenia                      | Zagrożenia według Rozporządzenia CLP, zał VI (o, m, p) | Zagrożenia według Rozporządzenia CLP, zał VI (o, m, p) | Zagrożenia według Rozporządzenia CLP, zał VI (o, m, p) |
| Piktogramy GHS                  | \| \| \| \| Niebezpieczeństwo                          | \| \| \| \| Niebezpieczeństwo                          | \| \| \| \| Niebezpieczeństwo                          |
| Zwroty H                        | H301, H319, H331, H350, H400                           | H301, H311, H331, H373, H400                           | H301, H311, H317, H319, H331, H351, H400               |
| Zwroty P                        | P201, P273, P309, P310                                 | P273, P280, P302+P352, P309, P310                      | P273, P280, P302+P352, P309, P310                      |
| Czaszka i skrzyżowane piszczele | Zagrożenie dla zdrowia                                 | Środowisko                                             |                                                        |